# Arab Club Basketball Championship
Il Campionato arabo di basket per club, anche conosciuto con il nome di Arab Club Basketball Championship è una competizione internazionale di basket organizzata dalla Confederazione araba di pallacanestro, composto da squadre di club provenienti dalle nazioni del Mondo arabo.
La competizione si svolge con cadenza annuale, generalmente verso il mese di ottobre, in una unica sede dove vengono giocate tutte le partite. Il torneo prevede tipicamente la partecipazione di un numero di squadre che va da 16 a 18.

## Storia
La prima edizione della competizione si tenne nel 1976 e vide la vittoria dei siriani del Jalaa Aleppo che sconfissero in finale i la squadra della Giordania dell'Orthodox, divenendo così la prima squadra a guadagnare il titolo di Campione Arabo.
La squadra con più successi nella storia della competizione è l'Al-Ittihad Alessandria, che è riuscita a vincere il torneo in sette edizioni: 1987, 1991, 1995, 1996, 2002, 2018, 2019.

## Albo d'Oro
| Anno | Sede                                             | Campione                                         | Risultato                                        | Secondo posto                                    | Terzo posto                                      |
| 1978 | Aleppo                                           | Jalaa Aleppo                                     | 84–71                                            | Orthodox                                         | Al-Shabab Riyad                                  |
| 1987 | Algeri                                           | Al-Ittihad Alessandria                           | –                                                | MC Algeri                                        | Ohod Medina                                      |
| 1988 | Casablanca                                       | Al-Rasheed                                       | –                                                | EO La Goulette                                   | Monopoles                                        |
| 1989 | Cairo                                            | OC Algeri                                        | –                                                | Zamalek                                          | EO La Goulette                                   |
| 1990 | Amman                                            | Al-Rasheed                                       | –                                                | Kazma                                            | OC Algeri                                        |
| 1991 | Alessandria                                      | Al-Ittihad Alessandria                           | –                                                | Al-Ahly Cairo                                    | Al Ittihad Aleppo                                |
| 1992 | Aleppo                                           | Al Ittihad Aleppo                                | –                                                | EO La Goulette                                   | Al-Ittihad Alessandria                           |
| 1993 | Cairo                                            | Gezira SC                                        | –                                                | Stade Nabeulien                                  | Ezzahra Radès                                    |
| 1994 | non disputato                                    | non disputato                                    | non disputato                                    | non disputato                                    | non disputato                                    |
| 1995 | Cairo                                            | Al-Ittihad Alessandria                           | –                                                | Gezira SC                                        | Al-Ahly Cairo                                    |
| 1996 | Beirut                                           | Al-Ittihad Alessandria                           | –                                                | Sagesse Beirut                                   | Al-Hilal Riyad                                   |
| 1997 | Nabeul                                           | Stade Nabeulien                                  | –                                                | Zamalek                                          | Ezzahra Radès                                    |
| 1998 | Beirut                                           | Sagesse Beirut                                   | 80 – 72                                          | WA Boufarik                                      | Al-Ittihad Gedda                                 |
| 1999 | Beirut                                           | Sagesse Beirut                                   | 79 – 67                                          | Al-Ahly Cairo                                    | Al-Ittihad Alessandria                           |
| 2000 | Dubai                                            | Gezira SC                                        | 53 – 51                                          | Al-Ahly Cairo                                    | Sagesse Beirut                                   |
| 2001 | Gedda                                            | Gezira SC                                        | 70 – 69                                          | MC Algeri                                        | Al-Ahly Cairo                                    |
| 2002 | Beirut                                           | Al-Ittihad Alessandria                           | 75 – 55                                          | MC Algeri                                        | Gezira SC                                        |
| 2003 | non disputato                                    | non disputato                                    | non disputato                                    | non disputato                                    | non disputato                                    |
| 2004 | Gedda                                            | Al-Ittihad Gedda                                 | 87 – 79                                          | Gezira SC                                        | MC Algeri                                        |
| 2005 | Dubai                                            | Al-Riyadi Beirut                                 | 87 – 82                                          | Zain Club                                        | Gezira SC                                        |
| 2006 | Rabat                                            | Al-Riyadi Beirut                                 | 99 – 75                                          | Al-Ittihad Gedda                                 | Raja Casablanca                                  |
| 2007 | Gedda                                            | Al-Riyadi Beirut                                 | 94 – 68                                          | Al-Ahli Gedda                                    | Al-Ittihad Gedda                                 |
| 2008 | Amman                                            | Zain Club                                        | 72 – 67                                          | Sagesse Beirut                                   | Al Kuwait                                        |
| 2009 | Beirut                                           | Al-Riyadi Beirut                                 | 60 – 49                                          | Sagesse Beirut                                   | ASU Sports Club                                  |
| 2010 | Alessandria                                      | Al-Riyadi Beirut                                 | 93 – 73                                          | Al Mouttahed Tripoli                             | Al-Ittihad Alessandria                           |
| 2011 | Doha                                             | Al-Sharjah                                       | 80 – 73                                          | AS Salé                                          | ASU Sports Club                                  |
| 2012 | Benghazi                                         | Al-Ahly Bengasi                                  | No playoff                                       | JS Kairouanaise                                  | ASC Bizerte                                      |
| 2013 | Benghazi                                         | Al-Ahly Bengasi                                  | No playoff                                       | AS Hammamet                                      | TACAPES Gabès                                    |
| 2014 | Salé                                             | Al-Rayyan Doha                                   | 85 – 78                                          | AS Salé                                          | Al-Riyadi Beirut                                 |
| 2015 | Dubai                                            | Étoile du Sahel                                  | 74 – 62                                          | MC Algeri                                        | El Jaish Doha                                    |
| 2016 | Sousse                                           | Étoile du Sahel                                  | 72 – 62                                          | AS Salé                                          | Al-Gharafa                                       |
| 2017 | Salé                                             | Homenetmen                                       | 99 – 98                                          | AS Salé                                          | Al-Gharafa                                       |
| 2018 | Beirut                                           | Al-Ittihad Alessandria                           | 74 – 70                                          | Beirut Club                                      | AS Salé                                          |
| 2019 | Salé                                             | Al-Ittihad Alessandria                           | 90 – 86                                          | Beirut Club                                      | U.S. Monastir                                    |
| 2020 | Non disputata a causa della Pandemia da COVID-19 | Non disputata a causa della Pandemia da COVID-19 | Non disputata a causa della Pandemia da COVID-19 | Non disputata a causa della Pandemia da COVID-19 | Non disputata a causa della Pandemia da COVID-19 |
| 2021 | Alessandria                                      | Al-Ahly Cairo                                    | 78–66                                            | Al Kuwait                                        | Ezzahra Radès                                    |
| 2022 | Kuwait                                           | Al Kuwait                                        | 78–77                                            | Al-Ahly Cairo                                    | Beirut Club                                      |
| 2023 | Doha                                             | Beirut Club                                      | 86-75                                            | AS Salé                                          | Al Kuwait                                        |
| 2024 | Alessandria                                      | Al-Arabi Doha                                    | 81-71                                            | Al-Ittihad Alessandria                           | Sporting Ales.                                   |

## Statistiche

### Titoli per squadra
Aggiornato all'edizione 2023
| Team                   | Vittoria                                     | Secondo posto              | Terzo posto          |
| ---------------------- | -------------------------------------------- | -------------------------- | -------------------- |
| Al-Ittihad Alessandria | 7 (1987, 1991, 1995, 1996, 2002, 2018, 2019) | 1 (2024)                   | 3 (1992, 1999, 2010) |
| Al-Riyadi Beirut       | 5 (2005, 2006, 2007, 2009, 2010)             |                            | 1 (2014)             |
| Gezira SC              | 3 (1993, 2000, 2001)                         | 2 (1995, 2004)             | 2 (2002, 2005)       |
| Sagesse Beirut         | 2 (1998, 1999)                               | 3 (1996, 2008, 2009)       | 1 (2000)             |
| Al-Rasheed             | 2 (1988, 1990)                               |                            |                      |
| Étoile du Sahel        | 2 (2015, 2016)                               |                            |                      |
| Al-Ahly Bengasi        | 2 (2012, 2013)                               |                            |                      |
| Al-Ahly Cairo          | 1 (2021)                                     | 4 (1991, 1999, 2000, 2022) | 2 (1995, 2001)       |
| Beirut Club            | 1 (2023)                                     | 2 (2018,2019)              | 1 (2022)             |
| Al Kuwait              | 1 (2022)                                     | 1 (2021)                   | 1 (2008)             |
| Stade Nabeulien        | 1 (1997)                                     | 1 (1993)                   |                      |
| Zain Club              | 1 (2008)                                     | 1 (2005)                   |                      |
| OC Algeri              | 1 (1989)                                     |                            | 1 (1990)             |
| Al Ittihad Aleppo      | 1 (1992)                                     |                            | 1 (1991)             |
| Al-Rayyan Doha         | 1 (2014)                                     |                            |                      |
| Jalaa Aleppo           | 1 (1978)                                     |                            |                      |
| Al-Sharjah             | 1 (2011)                                     |                            |                      |
| Al-Ittihad Gedda       | 1 (2004)                                     |                            |                      |
| Homenetmen             | 1 (2017)                                     |                            |                      |
| Al-Arabi Doha          | 1 (2024)                                     |                            |                      |

### Titoli per nazione
| Posizione | Nazione             | Vittorie | Secondi posti | Terzi posti | Totale |
| --------- | ------------------- | -------- | ------------- | ----------- | ------ |
| 1         | Egitto              | 11       | 8             | 7           | 26     |
| 2         | Libano              | 9        | 6             | 3           | 18     |
| 3         | Tunisia             | 3        | 5             | 7           | 15     |
| 4         | Qatar               | 2        | 0             | 3           | 5      |
| 5         | Siria               | 2        | 0             | 1           | 3      |
| 6         | Iraq                | 2        | 0             | 0           | 2      |
| 6         | Libia               | 2        | 0             | 0           | 2      |
| 8         | Algeria             | 1        | 5             | 2           | 8      |
| 9         | Arabia Saudita      | 1        | 2             | 5           | 8      |
| 10        | Giordania           | 1        | 2             | 2           | 5      |
| 11        | Emirati Arabi Uniti | 1        | 0             | 0           | 1      |
| 12        | Kuwait              | 1        | 2             | 2           | 5      |
| 13        | Marocco             | 0        | 5             | 3           | 8      |